# 여고 동창생 (1976년 드라마)
《여고 동창생》은 1976년 5월 24일부터 1976년 12월 11일까지 방영한 문화방송 일일연속극이다.
한편, 이 드라마의 주제가 〈여고 동창생〉은 김수현 작사, 김희갑 작곡, 양희은 노래로, 1976년 11월 5일 이주원, 이필원, 양희은이 낸 앨범에 수록되었다.

## 등장 인물
- 김혜자 : 화영 역
- 남정임 : 영애 역
- 윤여정 : 김신자 역
- 나문희 : 봉란 역
- 김윤경 : 수미 역
- 김소원 : 신자 어머니 역
- 박규채 : 신자 아버지 역
- 김영옥 : 봉란 어머니 역
- 남능미 : 봉란 시어머니 역
- 남성훈 : 이경준 역
- 조경환 : 홍풍선 역
- 이정길 : 우웅기 역
- 김인태

## 참고 사항
- 한국 드라마 사상 처음으로 옴니버스 형식이 시도되었는데, 주역 탤런트 5명이 60회를 단위로 돌아가면서 주인공을 맡았다.[1]

| 문화방송 일일연속극 5 (메인)                | 문화방송 일일연속극 5 (메인)                     | 문화방송 일일연속극 5 (메인)                |
| 이전 작품                                   | 작품명                                           | 다음 작품                                   |
| ------------------------------------------- | ------------------------------------------------ | ------------------------------------------- |
| 내일이면 (1976년 3월 1일 ~ 1976년 5월 21일) | 여고 동창생 (1976년 5월 24일 ~ 1976년 12월 11일) | 꽃사슴 (1976년 12월 13일 ~ 1977년 4월 30일) |

1. ↑  “옴니버스形式(형식) 연속극 첫試圖(시도) 女高(여고) 동창생”. 경향신문. 1976년 5월 19일.